# Catalina Ruiz-Navarro
Catalina Ruiz-Navarro (Barranquilla, Colombia, 1982) es una periodista y activista feminista colombiana. Estudió una maestría en artes visuales con énfasis en artes plásticas y filósofía en la Pontificia Universidad Javeriana, y maestría en literatura de la Universidad de Los Andes.
Es cofundadora y directora del sitio web Volcánicas, una revista virtual dedicada al periodismo de perspectiva feminista, escribe una columna semanal para el diario colombiano El Espectador desde 2008 y para el diario El Heraldo de Barranquilla. Fue cofundadora del proyecto de Youtube Estereotipas (2015-2017), que recibió los premios Chiuku de MTV Agentes de Cambio, en la categoría de “Equidad de género”; el premio #LeadHers de Marie Claire América Latina en la categoría de “Políticamente incorrectas”; el premio Ciudad de México a la Acción Ciudadana del Año por la campaña #MiPrimerAcoso en 2016.
En 2016, el diario británico The Guardian publicó una columna suya sobre la violencia hacia las mujeres en Guatemala. En 2020 publicó el libro Las mujeres que luchan se encuentran.

## Polémicas

### Acusaciones de plagio
Desde 2013, se han encontrado varios plagios en artículos y trabajos académicos de Catalina Ruiz-Navarro. El primer caso identificado fue en la columna de opinión "La demoledora", publicada en Pulzo en noviembre de 2013, en la que había evidentes coincidencias con el artículo «My two cents o feminism and Myley Cirus» de Lisa Wade, profesora de Occidental College. Ruiz-Navarro contestó que había sido un error por falta de comillas y la situación sólo se discutió en redes sociales.
Sin embargo, el portal Plagiosos, dedicado a la denuncia de violación a la propiedad intelectual, publicó pruebas que demostraban plagio en 40 páginas de la tesis de pregrado en filosofía de Ruiz-Navarro, «El caribe como territorio estético y minoritario» (2008).  El plagio de fragmentos a 17 fuentes apareció en la web con comparaciones precisas entre la versión digital de la tesis, presentada en la Pontificia Universidad Javeriana, y los textos originales. A pesar de las denuncias con pruebas ante la universidad, la Procuraduría General de la Nación y otras entidades, no hubo respuestas públicas. 
El 3 de diciembre de 2017, la escritora del blog El hilo de Ariadna en El Espectador y de otras obras, denunció que Ruiz-Navarro tomó parte del título y de la temática de su cuento "Detrás del espejo", publicado por El Magazín en 2013, para una columna en el mismo medio. 
El 9 de enero de 2018, el portal Plagiosos denunció con pruebas que hubo plagio en 8 columnas de El Espectador, publicadas por Ruiz-Navarro. Estas se encuentran recopiladas en la web del portal y tienen fotografías que comparan la fuente original con los textos de la autora.
El 4 de agosto de 2019, Plagiosos denunció con pruebas robo de propiedad intelectual en la tesis de maestría de Ruiz-Navarro, publicada en la Universidad de Los Andes. El trabajo titulado «Crónica o la eterna modernidad» tiene evidencias de plagio en un 30 % del texto, treinta párrafos, provenientes de nueve fuentes. Los párrafos con copia casi textual están recopilados en la denuncia de Plagiosos. A pesar de las pruebas documentadas de que Ruiz-Navarro plagió para los trabajos de requisito de grado, tanto en su pregrado como en su maestría, no hay aún una respuesta de la justicia colombiana. En los últimos años, el caso de plagio Ruiz-Navarro se agrupa en Plagiosos junto con otras denuncias contra políticos del Gobierno de Iván Duque, como Jennifer Arias, y varios académicos de habla hispana.

### Caso de Ciro Guerra
El 24 de junio de 2020, ella y Matilde de los Milagros Londoño publicaron un informe en el sitio web Volcánicas en el que recogen y comentan testimonios anónimos de ocho mujeres, quienes acusaban al cineasta Ciro Guerra de comportamiento sexual inapropiado, ocurridos entre los años 2013 y 2020. La noticia ha sido publicada por distintos medio de comunicación en Colombia y del exterior. En mayo de 2021, Guerra publicó un video rechazando las acusaciones e interpuso dos tutelas y una demanda por cerca de 3500 millones de pesos (917 000 dólares). La demanda fue descrita por la Fundación para la Libertad de Prensa «como una estrategia de intimidación y acoso judicial».
Ante esto, las periodistas mencionaron que estaban tratando de visibilizar el acoso sexual que estaba normalizado en diferentes ámbitos, y ella misma dice no arrepentirse de publicar los testimonios, pues ello ayudaría a que haya una mejoría en el entorno laboral entre los trabajadores.

## Vida personal
Está casada con Ricardo González Bernal desde 2016, y actualmente residen en la Ciudad de México.